# Dományi Márk
Dományi Márk (Veszprém, 1740. július 4. – Pest, 1814. április 1.) piarista rendi tartományfőnök.

## Élete
A gimnáziumot szülővárosában végezte, mire 1759. október 18-án Privigyén a piarista rendbe lépett; a két próbaév elteltével tanított 1762-től Mosonmagyaróvárt, Kecskeméten, Veszprémben és Nagykanizsán. Miután pedig 1767–1769-ben Nyitrán a hittudományi tanfolyamokat bevégezte, Mosonmagyaróvárt, Nagykanizsán és Tatán (1772–1773.) tanárkodott. Ezután Pesten volt tanár (1774) Innét báró Orczy Lőrinc fia mellé hivatott meg nevelőnek (1775–1882); 1783–1784. Vácon tanított és a Mária Terézia-féle királyi nevelőintézetben mint másodigazgató működött. II. József császár alatt feloszlattatván országszerte a nevelőintézetek, 1785-ben Pestre, azután Veszprémbe vonult, ahol 1788–1789-ben és Nyitrán 1790–1796-ban rendi házfőnök lett. 1797-ben a pesti rendház kormányát vette át, ahol öt évet töltött el, mire 1802. április 6-án tartományi rendfőnöknek választatott. A rend anyagi helyzetén úgy segített, hogy kérésére I. Ferenc király, a katolikus tanulmányi alapból évenként 32 ezer forintot utalványozott a rend ápolására. 1808-ban nyugalomba vonult.

## Munkái
Nyugalomba vonulásakor a rendház történetére vonatkozó következő táblázatokat készítette:
- Praepositi provinciales scholarum piarum. Hely és év n.
- Scholarum piarum synchroni. Hely és év n.
- Provinciae et domus scholarum piarum. Hely és év n.
- Venerabilis servi dei e scholis piis secundum exemplar Romanum anni 1711. Hely és év n.
- Praepositi generales scholarum piarum. Hely és év n.
- Moderatores universi schol. piarum ordinis (generales).
- Superiori ac rectores Pestanae domus ab anno 1717 usque ad annum 1805
- Apost. reges et primati Hungariae. Pestini, 1805
- Domus Szegediensis regularium scholarum piarum. Szegedini, 1815

Kéziratban van (a budapesti rendház levéltárában) a magyar rendtartomány elöljáróinak sorozata s abban az előkelőbb rendtagok különösen méltatva.